# Sasha Swire
Sasha Swire (Londra, 18 gennaio 1963) è una scrittrice britannica.
Nota come Lady Swire in stile formale, il suo lavoro principale è Diary of an MP's Wife.

## Biografia
Figlia di Sir John Nott, ha studiato alla Cranborne Chase School e poi presso la St Martin's School of Art dell'University of the Arts London.
Si è sposata nel 1996 con Sir Hugo Swire, MP e poi ministro di Stato del governo del Regno Unito.

## Onorificenze
- Croce al merito pro Merito Melitensi.